# Staalbibliotheek
Een staalbibliotheek is in grafische programma's een lijst met opgeslagen kleuren en hun waarden die meestal een bepaalde kleurenserie beschrijft. Te denken valt aan kleuren uit de kleurseries van RAL of Pantone. De staalbibliotheken worden weergegeven in een apart venster in de grafische software, waardoor het mogelijk is de kleuren uit de lijst te gebruiken door ze aan te klikken of op een object te slepen.